# Фишер, Нилла
Оса Нилла Мария Фишер (швед. Åsa Nilla Maria Fischer; род. 2 августа 1984, Кристианстад) — шведская футболистка, выступавшая на позиции центрального защитника и опорного полузащитника.

## Карьера
Дебютировала в сборной Швеции в 2001 году.
В 2013 году на чемпионате Европы забила три мяча и стала обладателем «Серебряной бутсы» несмотря на то, что играла на позиции центрального защитника. Удачное выступление привлекло внимание действующего на тот момент победителя Лиги чемпионов — «Вольфсбурга». Первоначально клубы договорились, что Фишер переедет в Германию с 1 января 2014 года, но в августе стороны пришли к соглашению о немедленном трансфере.
В составе Вольфсбурга дебютировала 7 сентября 2013 года в стартовом матче сезона 2013/14 против «Баварии».

## Достижения

### Клуб
Мальмё:
- Чемпионка Швеции: 2010, 2011
- Обладательница Суперкубка Швеции: 2011

Вольфсбург:
- Победительница Лиги чемпионов: 2013/14
- Чемпионка Германии: 2013/14, 2016/17
- Обладательница Кубка Германии: 2014/15, 2015/16, 2016/17

### Сборная
Швеция:
- Серебряный призёр Олимпиады: 2016
- Бронзовый призёр чемпионата мира: 2011
- Полуфиналист чемпионата Европы: 2013
- Победитель Кубка Алгарве: 2009

## Личная жизнь
В декабре 2013 года сочеталась браком со своей подругой Марией-Михаэлой.